# 健康の社会的決定要因

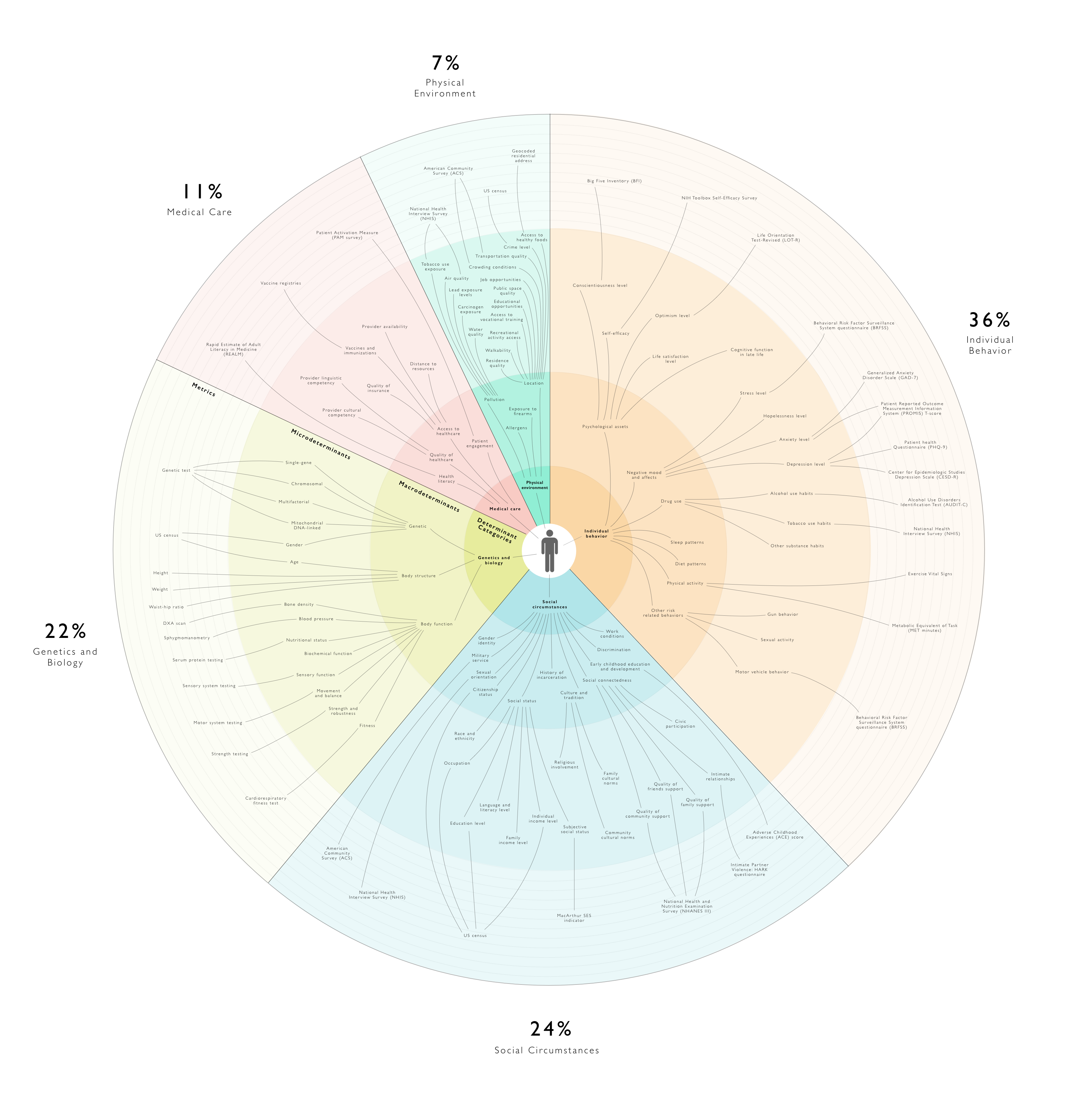
健康の決定要因

健康の社会的決定要因（けんこうのしゃかいてきけっていよういん、Social determinants of health）とは、個人または集団の健康状態に違いをもたらす経済的、社会的状況のことである。健康の社会（的）規定因子や、健康の社会的決定因子とも。
20世紀後半以来、人びとの健康や病気が、社会的、経済的、政治的、環境的な条件に影響を受けることが広く認められるようになり、その研究が進んでいる。カナダ公衆衛生機関や世界保健機関といったいくつかの保健機関は、健康の社会的決定要因が集団や個人の快適な暮らしに大きな影響をもたらすことを表明しており、1980年代後半以降、集団の健康の改善や健康格差の緩和における情報キャンペーンなどの限界が明らかになるにつれ、公衆衛生の研究において医療社会学との連携が進み、ますます健康の社会的決定要因の調査に焦点が当てられるようになってきている。
健康被害の経験は、不平等に分布している。これは、自然現象ではなく、不十分な社会政策、 （富と健康を持つものがより裕福となり、それらを持たぬものがより貧しくなるという）不公平な経済的再分配、そして政治的な問題である、と主張する筋もある。

## 背景
健康の社会的決定要因を探る努力は、トマス・マキューンの考察した死亡率減少の4つの社会的要因、カナダ厚生大臣によるラロンド・レポートにおける4つの医療領域、アメリカのヘルシー・ピープルで追認した4つの寄与要因、イギリスのブラック・レポートの指摘した社会階層、世界保健機関による健康づくりのためのオタワ憲章における健康の前提条件、健康の支援環境についてのスンツバル声明における支援環境の4つの側面と、積み重ね上げられた。1997年健康づくりを21世紀へと誘うジャカルタ宣言にて健康の決定要因の重要性が強調されると、1998年マイケル・マーモットとリチャード・ウィルキンソンらによる知見の整理により、健康と社会とを結びつける現実的かつ政策的な概念として成熟した。

## どうしてジェイソンは病院にいるの?
健康の社会的決定要因が示唆するものは、個人や集団の健康は、個人では管理できない状況に左右されている、ということである。これは以下のような寓話を介して解説されることがある。
| 「 | ――どうしてジェイソンは病院にいるの？ それは、彼の足にひどい感染を起こしたからだよ。 ――どうしてジェイソンの足には悪い病気があるの？ それは、彼が足を切ってしまって、そこから感染を起こしたんだよ。 ――どうしてジェイソンは足を切ってしまったの？ それはね、彼が、アパートのとなりの廃品置き場で遊んでいたら、そこには尖ったギザギザの鉄くずがあったからなんだよ。 ――どうしてジェイソンは廃品置き場で遊んでたの それはね、彼が荒れ果てたところに住んでいるからだよ。そこの子どもたちはそんな場所で遊ぶし、だれも監督していないんだ。 ――どうしてそういうところに住んでいたの？ それはね、彼の両親が、もっと良いところに住む余裕がないからさ。 ――それはどうしてもっと良いところに住む余裕がないの？ それはね、彼のお父さんは仕事がなくて、お母さんは病気だからね。 ――お父さんにお仕事がないって、どうして？ それはね、彼のお父さんはあまり教育は受けていないんだ。それで仕事が見つからないんだ。 ――それはどうして？... | 」 |

カナダ公衆衛生機関では、このような寓話から、すべての人々の健康水準を決定している一連の要因や状況の存在に言及している。これは世界保健機関による健康の定義にも合致する理念である。

## なにが健康を決定しているのか?
以下はカナダ公衆衛生機関により表明されている、健康の決定要因（いくつかは社会的決定要因）の一覧である。
1. 所得と社会的地位
所得と社会階層の向上は、健康に良い。所得が高いと、安全な住宅に暮らし、優良な食品を購入することが出来る。健康な人たちとは、裕福で、富の分布が公平な社会にすむ人たちである。
2. 社会支援ネットワーク
家族、友人、地域社会からの支援は、健康に関連している。そのような社会支援ネットワークは、課題の解決や、逆境の扱い、達成感の維持、生活環境の管理において、とても重要である。
3. 教育と識字能力、つまりヘルス・リテラシー
教育の水準に応じて、健康状況は改善する。教育は、社会経済的地位と密接に関わっている。また小児への効果的な教育と成人の生涯学習は、個人や国家の健康と繁栄に寄与する。
4. 雇用/労働環境
失業、過小雇用、緊張の多い、危険な労働は、健康障害と関連がある。労働環境を管理できる人々、仕事の需要に関連した緊張の少ない人々は、より健康で、しばしば、緊張の多く、危険な仕事の人々よりも、長生きする。
5. 社会環境
社会支援の重要性は地域社会にも広がる。市民の活力は地域社会、地域、州、国家の社会ネットワークの強化につながる。これは、人々の資源の共有や連携の形成といった機関、組織、非公式の仕事にも関連する。
6. 物理的環境
物理的環境は、重要な健康の決定要因である。空気、水、食品、土壌中の汚染物質は、がん、先天性の障害、呼吸器疾病、胃腸の不快感など、さまざまな健康への悪影響をもたらす。
7. 個人の保健行動とストレスへの対応（ストレス・コーピング）スキル
個人の保健行動とコーピングスキルは、疾病の予防、自己対処の推進、課題への対処そして自立の形成、課題の解決、健康の選択といった行動をもたらす。
8. 健康的な小児の成長
幼少期の経験が脳の発達、就学準備性そして後の人生における健康にもたらす影響についての検証から、幼少期の発達が強力な健康の決定要因であるという合意が形成されてきている。
9. 生物的素質と遺伝的素質
人体の基本的な生物学と器官の構成は、健康の決定要因の基礎である。遺伝的素質は、健康に影響をもたらすさまざまな反応をする遺伝的素因をもたらす。
10. 医療
医療、とりわけ健康の維持と増進、疾病の予防、健康と機能の回復を意図した医療は、集団の健康に寄与する。
11. 性別
性は、社会が二つの性に帰す、さまざまな社会的に決められた役割、人格特徴、態度、振る舞い、価値観、相対的力と影響に注意を向ける。"性的"規範は医療制度の慣例や優先順位に影響する。多くの疾病は、性的社会状況・役割として機能している。
12. 文化
ある人々や集団は、社会的無視、名誉毀損、言語や文化の喪失や格下げ、文化的に適切な医療へのアクセスの欠如といった不朽の状況に寄与する、支配的な文化的価値観により決定される社会経済的環境が原因で健康の危険に直面する。

## ソリッド・ファクツ
世界保健機関欧州地域事務局は、健康の社会的決定要因に関する意識の向上を目的として、1998年よりソリッド・ファクツ（しっかりとした根拠のある事実）を公表している。2003年には第2版が公表されている。ソリッド・ファクツでは、社会的決定要因として以下の要因を説明している。
1. 社会格差
どのような社会においても、社会的地位が低いと、平均寿命は短く、疾病が蔓延している。保健政策は、健康の社会的経済的決定要因に取り組むべきである。
2. ストレス
ストレスのある環境は、人々を不安と憂慮で満たし、ストレスにうまく対応すること（ストレス・コーピング）を難しくする。そして健康を害し、早世へつながる。
3. 幼少期
人生のスタートでは、母親と幼児の支援が大切である。早期の発達と教育の健康への影響は、生涯続く。
4. 社会的排除
生活の質が低いと、その人生は短くなる。苦痛、憤慨、貧困、社会的排除、差別は、命を犠牲にする。
5. 労働
職場でのストレスは、疾病の相対危険度を高める。仕事を管理できる人々ほど、健康管理も良くできる。
6. 失業
雇用の確保は、健康と快適な暮らし、働きがいをもたらす。失業割合が高いことは、疾病の蔓延と早世をもたらす。
7. 社会的支援
家庭や職場、地域における友情、好ましい社会的関係、強力な支援ネットワークは、健康をもたらす。
8. 薬物依存
人々は、アルコール飲料、麻薬、喫煙に走り、被害を受ける。しかし薬物依存は社会的状況により生じている。
9. 食品
食品供給を管理しているのは世界経済であるため、健康的な食生活環境の整備は政治的課題である。
10. 交通
健康的な交通環境とは、公共交通機関の充実により、自動車運転が少なく、ウォーキングやサイクリングの多い環境である。

ソリッド・ファクツの各章は、分かっていること（What is known）、政策への示唆（Policy implications）、参考文献（KEY SOURCES）からなり、健康づくりにおける政策の重要性を強調している。
ソリッド・ファクツでは、それぞれの社会的決定要因とその重要性について解説を加えながらも、これらは先進国における資料に基づいており、決定要因と社会の発達度との関係から、開発途上国においては、そのことを考慮すべきであるとしている。

## 近年の動向
2004年、世界保健総会は食事と運動、健康についての世界戦略を採択し、健康的な食事と運動において国家の果たすべき役割と負うべき責任を確認、強調している。
2005年の健康づくりのためのバンコク憲章では、国際化した世界における健康の決定要因を管理するために必要な、活動と責務、誓約が確認されている。
2008年には、世界保健機関の健康の社会的決定要因委員会が、その最終報告書を発刊している。
米国でも連邦保健福祉省（NHS）の疾病予防健康増進局（ODPHP）では、Healthy People.gov2020のトピックスの1つとして健康の社会的決定要因に注目して、米国内のSDHに関するデータと2030年までの目標を明示して取り組みを強めている。

## 関連書籍
- Marmot, M. and R. G. Wilkinson eds. (1999) Social Determinants of Health, Oxford: Oxford University Press. ISBN 0192630695 （=2002, 西三郎・鏡森定信監修『21世紀の健康づくり10の提言—社会環境と健康問題』日本医療企画 ISBN 4890414932）
- Wilkinson, R.G. (2001) Mind the Gap: Hierarchy, Health and Human Evolution, (Darwinism Today Series,) London: Weidenfeld & Nicolson; and New Haven: Yale University Press. ISBN 0300089538